# Peniel
Peniel var en liten kommun i Hunt County, Texas mellan 1930 och 1957, uppkallad efter den bibliska platsen Peniel eller Penuel.
Orten växte upp kring skolan Texas Holiness University, ett kristet college grundat 1899 och så småningom associerat med the Pentecostal Church of the Nazarene. Samhället kallades ursprungligen "Holiness" (Helighet), efter universitetet.
Ett postkontor öppnades 1901. I mars 1902 fick platsen namnet Peniel, efter platsen där Jakob brottades med Gud. 
1926 var invånarantalet i Peniel uppe på 571 men den stora depressionen drabbade orten hårt och efter andra världskriget sjönk invånarantalet drastiskt, i samband med att människor sökte sig arbete i den närbelägna residensstaden. I mitten av 1950-talet hade Peniel 157 invånare och elva företag. 
I april 1957 beslutade Peniels invånare, i en lokal folkomröstning, att kommunen skulle gå upp i grannkommunen Greenville.